# 군산 은적사 석가여래삼존상
군산 은적사 석가여래삼존상(群山 隱寂寺 釋迦如來三尊像)은 대한민국 전북특별자치도 군산시 은적사에 있는 불상이다. 2000년 11월 17일 전라북도의 유형문화재 제184호로 지정되었다.

## 참고 자료
- 은적사석가여래삼존상 - 국가유산청 국가유산포털